# Belastingdienst (Nederland)

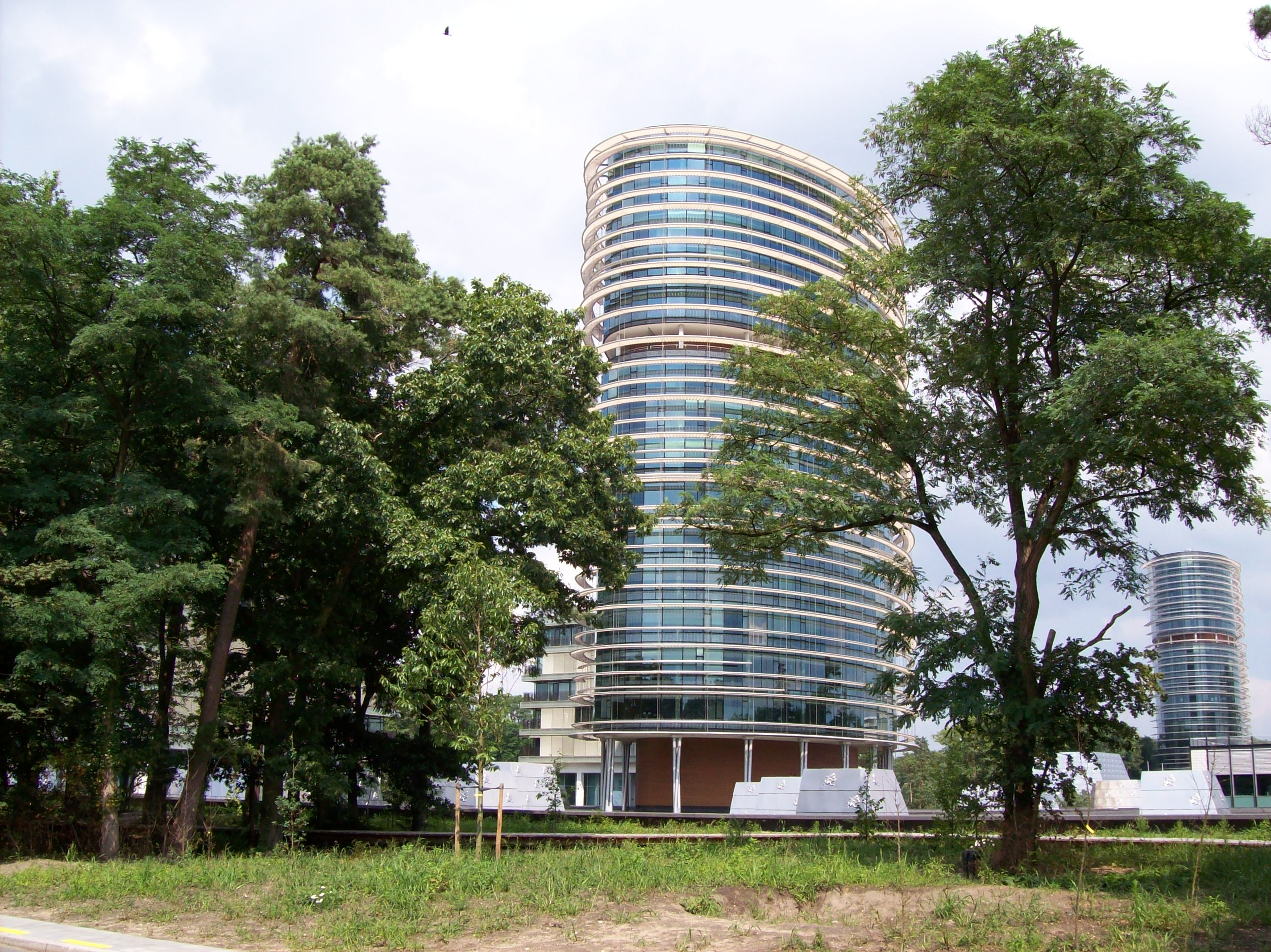
Belastingdienst, Centrum voor applicatieontwikkeling en onderhoud (B/CAO) te Apeldoorn

De Belastingdienst (ook: fiscus) is in Nederland belast met het heffen en innen van rijksbelastingen. De dienst maakt onderdeel uit van het ministerie van Financiën. Met de Belastingdienst wordt in Nederland dus kortweg de rijksbelastingdienst bedoeld. De Nederlandse Belastingdienst is als organisatie opgericht in 1806.
Onder de Belastingdienst valt ook de Fiscale inlichtingen- en opsporingsdienst (FIOD). De Belastingdienst/Toeslagen keert voor andere ministeries de inkomensafhankelijke toeslagen uit. De Belastingdienst zelf valt onder de politieke verantwoordelijkheid van de minister van Financiën en de staatssecretaris van Financiën. Tot 1 januari 2021 viel ook de Douane onder de Belastingdienst.
De Belastingdienst bedient meer dan 13 miljoen burgers en ruim 2 miljoen ondernemingen en organisaties. Om dit te doen werken er circa 25.000 medewerkers bij de Belastingdienst. De organisatie verwerkt circa 1 miljard euro aan belasting- en premie-inkomsten per dag en honderden miljoenen transacties per jaar. Het overgrote deel van de belastingaangiften en betalingen wordt volledig automatisch verwerkt met behulp van ICT-systemen.
Naast de rijksbelastingdienst bestaan er nog vele andere belastingdiensten, zoals de gemeentelijke belastingdiensten die zich bezighouden met het heffen en innen van lokale belastingen.

## Rol in de maatschappij
De Belastingdienst is verantwoordelijk voor het inzamelen van de inkomsten van de overheid. Uit deze inkomsten worden algemene voorzieningen betaald, zoals wegen, scholen en bepaalde uitkeringen (bijstand, toeslagen, kinderbijslag). Verder worden veel subsidies van bijvoorbeeld theatergezelschappen en sportverenigingen uit de algemene middelen betaald.

## Organisatie
De Belastingdienst maakt onderdeel uit van het ministerie van Financiën en bestaat uit verschillende organisatieonderdelen: Particulieren, Midden- en kleinbedrijf, Grote ondernemingen, Centrale Administratieve Processen, Klantinteractie & Services, Informatievoorziening en FIOD.
Aan het hoofd van de Belastingdienst staat de directeur-generaal (DG) en de plaatsvervangend DG (pDG). De onderliggende diensten uit het primaire proces worden rechtstreeks door de DG aangestuurd. De niet-primaire processen worden grotendeels door de pDG aangestuurd.

### Directeuren-generaal Belastingdienst[5]

#### Hoofden der directe belastingen, in- en uitgaande regten en accijnzen
- H.A. Verniers van der Loeff
- Mr. A. Uyttenhooven

#### Hoofddirecteur der directe belastingen, invoerrechten en accijnzen, der directe belastingen en van het kadaster, van den waarborg en de belasting op gouden en zilveren werken, enz. (vanaf 1879)
- Mr. W.A.P. Verkerk Pistorius
- G. Oorthuys
- H.J. Moll
- Mr. J.P.A. Laman de Vrie
- Mr. dr. J.H.R. Sinninghe Damsté

#### Directeur-generaal der belastingen (vanaf 1926)
- Mr. dr. J.H.R. Sinninghe Damsté
- Jhr. mr. A.M.C. van Asch van Wijck
- H. Postma
- F.I. Wethmar
- W.J. van Bysterveld
- C.J. Sleddering
- Cor Boersma
- Joop van Lunteren

#### Directeur-generaal Belastingdienst (vanaf 2000)
- Joop van Lunteren
- Jenny Thunnissen
- Maarten Ruys (interim)
- Peter Veld
- Hans Leijtens
- Jaap Uijlenbroek
- Peter Smink (huidig, sinds 2020)

### Uitvoerende diensten
- Bij de Belastingdienst zijn drie organisatieonderdelen die als taak het innen van belastingen hebben, namelijk Particulieren, Midden- en kleinbedrijf en Grote ondernemingen. Van 2012 tot 21 september 2017 maakten deze onderdelen deel uit van Belastingen. Hiervoor bestonden er 14 belastingregio's. Sinds 21 september 2017 is de structuur aangepast waardoor de onderdelen van voorheen direct onder de DG vallen.
- De FIOD (Fiscale Inlichtingen- en Opsporingsdienst) is ook onderdeel van de Belastingdienst en is belast met het opsporen van belastingfraude. De FIOD krijgt vanuit de organisatie zaken door, die verdacht zijn en te gecompliceerd om met een boete af te handelen.
- Centrale Administratieve Processen (CAP) is het zenuwcentrum voor de informatieverwerking van de Belastingdienst en is gevestigd in Apeldoorn. Vanuit CAP vinden onder andere de verwerkingen van inkomende en uitgaande betalingen plaats. CAP verzorgt ook het massaal versturen van aangiftebiljetten en aanslagen.
- Klantinteractie & Services (KI&S) is de klantenservice van de Belastingdienst. Dit onderdeel is verantwoordelijk voor de informatievoorziening en interacties met burgers en bedrijven. KI&S communiceert via onder andere het algemene callcenter de Belastingtelefoon, de website en social media. KI&S is voor de Belastingdienst een eerste aanspreekpunt voor burgers en bedrijven. De Belastingtelefoon verstrekt de meeste standaardinformatie en verwerkt bestellingen van formulieren en brochures. De website van de Belastingdienst vermeldt veel algemene informatie en ook via Twitter en Facebook wordt standaardinformatie gegeven.
- Het onderdeel Informatievoorziening (IV-organisatie) is verantwoordelijk voor de informatievoorziening van de Belastingdienst.
- Het Stella-team helpt mensen in complexe en urgente schuldsituaties.
- Het team Escala Conflictbegeleiding, doet onderzoek naar zwaar geëscaleerde belastingdossiers om tot aanbevelingen hierin te komen.

### Facilitaire diensten
- Centrum voor infrastructuur en exploitatie (B/CIE) en Centrum voor applicatieontwikkeling en onderhoud (B/CAO) in Apeldoorn zijn de spil in het web van de automatisering van de Belastingdienst.
- Centrum voor Kennis en Communicatie (B/CKC) verzorgt niet alleen de interne en externe publicaties van de Belastingdienst, maar ook de interne opleidingen voor het personeel. Verder is B/CKC verantwoordelijk voor een goede communicatie met de belastingplichtigen en dus verantwoordelijk voor de bekende spotjes van de Belastingdienst met de slogan "Leuker kunnen we het niet maken, wel makkelijker".
- Centrum voor Facilitaire Dienstverlening (B/CFD) is het facilitair bedrijf van de Belastingdienst en verzorgt naast de huisvesting, het briefpapier en de pennen ook het archief van de Belastingdienst.
- Data & Analytics zorgt ervoor dat grote hoeveelheden gegevens die de organisatie bezit worden geordend en geanalyseerd. Deze informatie gebruikt de Belastingdienst voor zijn toezichthoudende taak.

### Personeel
Bij de Belastingdienst en het ministerie van Financiën werken iets minder dan dertigduizend personen (eind 2018: 27.897, eind 2017: 29.321), van wie de meesten bij Particulieren, Midden- en kleinbedrijf en Grote ondernemingen. Bij de Douane werken ongeveer 1.200 mensen en bij B/CA werken ruim drieduizend mensen. Ter vergelijking: bij de gehele Nederlandse Rijksoverheid ruim honderdtienduizend personen (eind 2017: 110.649).
In het jaarplan 2019 is verdeling van het personeel aangegeven. De verdeling van 29.650 fte is als volgt:
| Onderdeel van de Belastingdienst                     | Aantal fte |
| ---------------------------------------------------- | ---------- |
| Grote ondernemingen                                  | 2.350      |
| Midden- en kleinbedrijf                              | 6.750      |
| Particulieren                                        | 2.350      |
| Centrale Administratieve Processen                   | 3.200      |
| Klantinteractie & Services                           | 1.150      |
| Douane                                               | 5.500      |
| FIOD                                                 | 1.400      |
| Overige interne processen, inclusief ICT-organisatie | 6.000      |
| Totaal                                               | 29.650     |

### Medezeggenschap
De ondernemingsraad van de Belastingdienst bestaat uit de Concern Ondernemingsraad (COR), per organisatieonderdeel medezeggenschapsraden en onderdeelcommissies.
De meeste leden stellen zich via hun vakbond kandidaat. De vakbonden zijn: NCF, FNV Overheid, CNV Publieke Zaak en CMHF.

### Reorganisatie
Op 11 januari 2020 maakte minister van Financiën Wopke Hoekstra bekend dat er een grote reorganisatie bij de Belastingdienst zou plaatsvinden. De Douane en Dienst Toeslagen werden nu afzonderlijke diensten naast de Belastingdienst zelf.

## Takenpakket
De Belastingdienst draagt zorg voor de heffing, controle en inning van rijksbelastingen, en als logisch sluitstuk de opsporing van fiscale fraude. Verder is de Belastingdienst verantwoordelijk voor de heffing en inning van de premies volksverzekering (sinds 2006). De Belastingdienst verricht ook nog overige taken voor derden, zoals de ruil- en herverkavelingsrente en de dwanginvordering voor een aantal instanties. 
De FIOD (voorheen FIOD-ECD) voert voor derden handhavingstaken uit met betrekking tot economische ordening, financiële integriteit en goederenbewegingen.

### Rechtsgrond
De Belastingdienst vindt zijn bestaansrecht in de Algemene wet inzake rijksbelastingen (Awr) en in de Belastingwet BES. In deze wetten zijn bovenstaande taken uitgewerkt en is de organisatie van de Belastingdienst vastgelegd. Daarnaast kent de Awr (samen met de Algemene wet bestuursrecht - Awb) bepalingen met betrekking tot de rechtsbescherming van burgers met betrekking tot bezwaar en beroep. In de Awr staan ook algemeen geldende regels en strafbepalingen.
De heffingen van belastingen staan in aparte wetten uitgewerkt. Zo is in de Wet inkomstenbelasting 2001 (Wet IB 2001) en Wet inkomstenbelasting BES uitgewerkt wie er voor de inkomstenbelasting belastingplichtig is en waarover de belasting geheven wordt. Ook staan in de wet de uitzonderingen (aftrekposten) uitgewerkt en het handhavingsbeleid (boetes en de hoogte daarvan).

## Kennisgroepstandpunten
Bij de uitvoering van wet- en regelgeving komen binnen de Belastingdienst soms vragen op over hoe een bepaalde wettelijke regel moet worden uitgelegd en toegepast. In dat geval kan een kennisgroep van de Belastingdienst hierover een officieel standpunt bepalen, dat dan bindend is. Sinds maart 2023 zijn deze openbaar.

## Varia
- De vaste slogan van de Belastingdienst is sinds 1993: "Leuker kunnen we het niet maken, wel makkelijker". Met "makkelijker" wordt gedoeld op eenvoudigere en snellere procedures en een betere bereikbaarheid.
- De Belastingdienst onderzoekt zelf periodiek zijn eigen imago en dat van belastingen. Op de website van de Belastingdienst is de Fiscale Monitor te vinden.[12]